# Rayo Vallecano
Rayo Vallecano is een Spaanse voetbalclub uit de Madrileense wijk Vallecas. De club werd opgericht op 29 mei 1924. Thuisstadion is het Campo de Fútbol de Vallecas. Het komt uit in de Primera División. Rayo Vallecano heeft zowel een mannen- als een vrouwenafdeling.

## Mannen

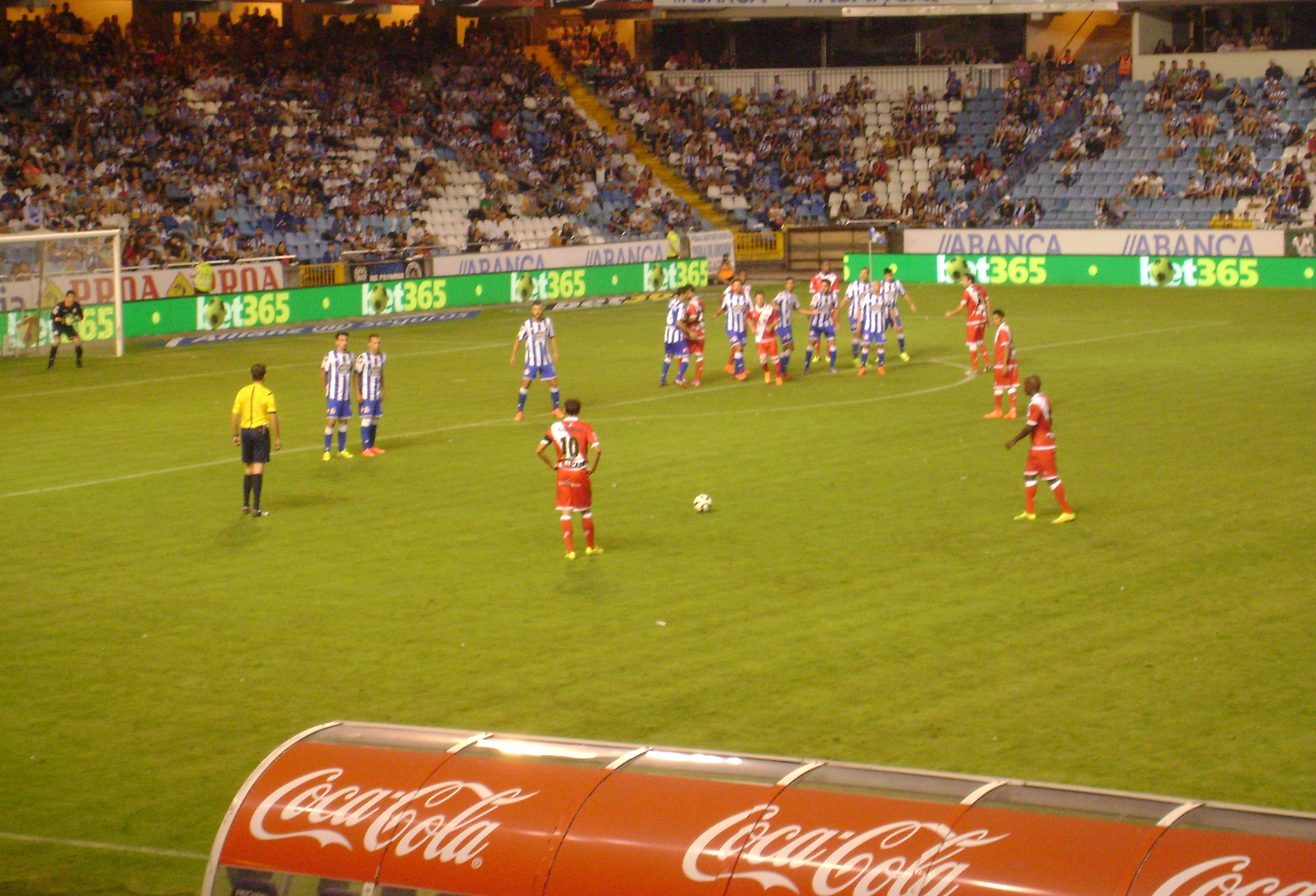
Deportivo de La Coruña vs. Rayo Vallecano.

In 2000 werd de club op basis van het fairplay-klassement van de Europese voetbalbond UEFA toegelaten tot het toernooi om de UEFA-cup. Rayo Vallecano bereikte in 2000/2001 de kwartfinale. Daarin werd de Madrileense club uitgeschakeld door Deportivo Alavés, een andere Spaanse club die dat seizoen boven verwachting presteerde. Na dit onverwachte succes in Europa ging het snel bergafwaarts met Rayo Vallecano. In 2003 degradeerde de club naar de Segunda División A. In 2004 degradeerde Vallecano opnieuw, ditmaal naar de Segunda División B. De seizoenen 2004/2005 en 2005/2006 waren evenmin succesjaren met een plaats in de middenmoot. In 2008 promoveerde Rayo Vallecano naar de Segunda A door in de finale van de play-offs Zamora CF te verslaan. Vanaf 2011 komt Rayo opnieuw uit in de Primera División. In het seizoen 2013/14 eindigde Rayo als twaalfde en in het seizoen 2014/15 als elfde. In het seizoen 2015/16 eindigde Rayo als achttiende, waardoor de club net als Getafe en Levante naar de Segunda División A afdaalde. Een terugkeer in de Primera División volgde in 2018, maar duurde nu slechts één seizoen. In het seizoen 2020/2021, won Rayo Vallecano de finale van de play-offs tegen Girona FC. Dat het won met 2-1. Hiermee keerde ze na 2 seizoenen weer terug naar het de Primera División het hoogste niveau van Spanje.

## Eindklasseringen
- 1941 9e
1e regionaal
- 1942 4e
1e regionaal
- 1943 3e
1e regionaal
- 1944 7e
1e regionaal
- 1945 1e
2e regionaal
- 1946 5e
1e regionaal
- 1947 10e
1e regionaal
- 1948 6e
1e regionaal
- 1949 3e
1e regionaal
- 1950 14e
Tercera División
- 1951 13e
Tercera División
- 1952 9e
Tercera División
- 1953 7e
Tercera División
- 1954 17e
Tercera División
- 1955 2e
Tercera División
- 1956 1e
Tercera División
- 1957 12e
Segunda División
- 1958 6e
Segunda División
- 1959 14e
Segunda División
- 1960 5e
Segunda División
- 1961 16e
Segunda División
- 1962 3e
Tercera División
- 1963 2e
Tercera División
- 1964 3e
Tercera División
- 1965 1e
Tercera División
- 1966 9e
Segunda División
- 1967 6e
Segunda División
- 1968 4e
Segunda División
- 1969 9e
Segunda División
- 1970 6e
Segunda División
- 1971 5e
Segunda División
- 1972 8e
Segunda División
- 1973 11e
Segunda División
- 1974 14e
Segunda División
- 1975 8e
Segunda División
- 1976 9e
Segunda División
- 1977 3e
Segunda División
- 1978 10e
Primera División
- 1979 15e
Primera División
- 1980 16e
Primera División
- 1981 5e
Segunda División
- 1982 7e
Segunda División
- 1983 9e
Segunda División
- 1984 20e
Segunda División
- 1985 1e
Segunda División B
- 1986 15e
Segunda División
- 1987 5e
Segunda División
- 1988 5e
Segunda División
- 1989 2e
Segunda División
- 1990 20e
Primera División
- 1991 11e
Segunda División
- 1992 2e
Segunda División
- 1993 14e
Primera División
- 1994 17e
Primera División
- 1995 2e
Segunda División
- 1996 19e
Primera División
- 1997 18e
Primera División
- 1998 8e
Segunda División
- 1999 5e
Segunda División
- 2000 9e
Primera División
- 2001 12e
Primera División
- 2002 11e
Primera División
- 2003 20e
Primera División
- 2004 21e
Segunda División
- 2005 3e
Segunda División B
- 2006 5e
Segunda División B
- 2007 2e
Segunda División B
- 2008 1e
Segunda División B
- 2009 5e
Segunda División
- 2010 11e
Segunda División
- 2011 2e
Segunda División
- 2012 15e
Primera División
- 2013 8e
Primera División
- 2014 12e
Primera División
- 2015 11e
Primera División
- 2016 18e
Primera División
- 2017 12e
Segunda División
- 2018 2e
Segunda División
- 2019 20e
Primera División
- 2020 7e
Segunda División
- 2021 6e
Segunda División
- 2022 12e
Primera División
- 2023 11e
Primera División
- 2024 17e
Primera División
- 2025 8e
Primera División

- Primera División
- Segunda División
- Segunda División B
- Tercera Federación
- 1e regionaal
- 2e regionaal

## In Europa
#Q = #kwalificatieronde, PO = Play-off,  #R = #ronde, 1/8 = achtste finale, 1/4 = kwartfinale, T/U = Thuis/Uit, W = Wedstrijd, PUC = punten UEFA coëfficiënten .
Uitslagen vanuit gezichtspunt Rayo Vallecano
| Seizoen                                                     | Competitie        | Ronde | Land                 | Club                  | Totaalscore | 1e W     | 2e W    | PUC  |
| ----------------------------------------------------------- | ----------------- | ----- | -------------------- | --------------------- | ----------- | -------- | ------- | ---- |
| 2000/01                                                     | UEFA Cup          | Q     | Vlag van Andorra     | Constelació Esportiva | 16-0        | 10-0 (U) | 6-0 (T) | 17.0 |
|                                                             |                   | 1R    | Vlag van Noorwegen   | Molde FK              | 2-1         | 1-0 (U)  | 1-1 (T) | 17.0 |
|                                                             |                   | 2R    | Vlag van Denemarken  | Viborg FF             | 2-2 u       | 1-0 (T)  | 1-2 (U) | 17.0 |
|                                                             |                   | 3R    | Vlag van Rusland     | Lokomotiv Moskou      | 2-0         | 0-0 (U)  | 2-0 (T) | 17.0 |
|                                                             |                   | 1/8   | Vlag van Frankrijk   | Girondins de Bordeaux | 6-2         | 4-1 (T)  | 2-1 (U) | 17.0 |
|                                                             |                   | 1/4   | Vlag van Spanje      | Deportivo Alavés      | 2-4         | 0-3 (U)  | 2-1 (T) | 17.0 |
| 2025/26                                                     | Conference League | PO    | Vlag van Wit-Rusland | Neman Grodno          | -           | (U)      | (T)     | 0.0  |
| Totaal aantal behaalde punten voor UEFA coëfficiënten: 17.0 |                   |       |                      |                       |             |          |         | 0.0  |

Zie ook
- Deelnemers UEFA-toernooien Spanje
- Ranglijst van alle clubs die in de diverse Europa Cups zijn uitgekomen

## Bekende spelers/trainers
| Spanjaarden: Alberto Bueno Luis Cembranos Coke Diego Costa Jesús Diego Cota Vivar Dorado Jordi Figueras Fran García Gerard Gumbau Iván Iglesias Julen Lopetegui Diego Llorente Míchel (1975) Michu Alvaro Negredo Piti Joel Robles Iván Rosado Pablo Sanz Raúl de Tomás Saúl Mario Suárez Roberto Trashorras Ismael Urzaíz | Nederlanders: Yassine Abdellaoui Dave van den Bergh Robert Gehring Jozhua Vertrouwd | Overigen: Uche Agbo Wilfred Agbonavbare Guilherme Alves Lass Bangoura Léo Baptistão Bébé Elvir Bolić Laurie Cunningham Stole Dimitrievski Radamel Falcao Patricio Graff Gaël Kakuta Florian Lejeune Ildefons Lima Hernán Medford Fernando Morena Aras Özbiliz Viktor Onopko Toni Polster Andrei Rațiu Vidar Riseth James Rodríguez Franco Vázquez Hugo Sánchez | Trainers: Andoni Iraola Paco Jémez Míchel (1963) Míchel (1975) Héctor Núñez Juande Ramos |

## Supporters
De leden van de harde supporterskern noemen zich de Bukaneros en hebben een radicaal-linkse politieke oriëntatie.

## Vrouwen
Rayo Vallecano heeft ook een vrouwenelftal, dat uitkomt in de Primera División Femenina. In 2009 werden ze kampioen van Spanje en kwalificeerden zich daarmee tevens voor de eerste editie van de UEFA Women's Champions League.
De bekendste speelster uit de geschiedenis van dit team is de Braziliaanse spits Milene Domingues, de ex-vrouw van Ronaldo.

### In Europa
| Seizoen | Competitie                    | Ronde | Land             | Club          | Uitslagen |
| ------- | ----------------------------- | ----- | ---------------- | ------------- | --------- |
| 2009/10 | UEFA Women's Champions League | 1e    | Vlag van Rusland | FC Rossiyanka | 1-3, 1-2  |